# Haki Doku
Haki Doku (* 18. června 1969, Krujë) je albánský cyklista, rekordman a aktivista. V roce 2012 byl prvním zástupcem Albánie na paralympijských hrách.

## Život
Ve svých 27 letech spadl při práci na stavbě v Itálii z lešení a utrpěl poranění páteře. Zranění způsobilo paraplegii. Po měsících rehabilitace se Doku začal pohybovat na invalidním vozíku. Nechtěl se vzdát sportu, a tak začal jezdit na běžkách, speciálně upravených saních a na tříkolce poháněné silou jeho rukou. Podařilo se mu najít sponzory.

## Sportovní činnost
V roce 2011 získal medaile na Slovensku a v Srbsku a vyhrál také paralympijskou kvalifikaci v Africe. Albánie v té době neměla paralympijskou organizaci, ale souběžně s jeho sportovním úsilím se mu podařilo ji založit.
V roce 2012 se Doku stal prvním sportovcem, který reprezentoval Albánii na paralympijských hrách. Se svým tříkolovým kolem se zúčastnil letních paralympijských her v Londýně. Vlajku mu před paralympiádou předal prezident Bujar Nišani.
Na paralympiádě skončil na 13. místě v silničním závodě H2 a na 14. místě ve zkouškách H2.

## Rekordy
- nejvyšší počet schodů zdolaných na invalidním vozíku za jednu hodinu: 2 917, rekord byl vytvořen v Soulu 27. března 2019. 2 917 schodů věže Lotte World Tower zdolal za 49:56 minut
- nejdelší vzdálenost na ručně poháněném kole za 12 hodin: 121 kilometrů